# Giannis Latsis
Giannis Latsis (* 14. September 1910 in Katakolo; † 17. April 2003 in Athen), auch bekannt als John Spyridon Latsis und Captain John, war ein griechischer Reeder und Öl-Tycoon. Er erlangte Bekanntheit durch seinen großen Reichtum, seine einflussreichen Freunde und seine Aktivitäten für wohltätige Zwecke.

## Leben
Geboren wurde Giannis Latsis in Katakolo, einer kleinen Ortschaft in der Präfektur Elis, die damals von der Fischerei lebte. Er selbst war das siebte von 21 Kindern in der Familie, weswegen er bereits im Kindesalter arbeiten musste, um zum Familieneinkommen beizutragen. Er besuchte die Handelsschule in Pyrgos und die Schule für Handelsmarinekapitäne. Hatte er während seiner Ausbildung noch als Fischer, Gelegenheitsarbeiter und Matrose gearbeitet, begann er danach seine Karriere als Kapitän in der Handelsmarine. Bereits 1938 kaufte er sein erstes Frachtschiff; bis in die 1960er Jahre stieg er zu den großen Hauptschiffseignern Griechenlands auf.
In den späten 1960er Jahren diversifizierte Latsis seine Aktivitäten und investierte in Griechenland und in Saudi-Arabien ins Ölgeschäft. Er baute seine Unternehmensgruppe kontinuierlich aus, erwarb Banken, Bauunternehmen und Raffinerien. Seine European Financial Group unterhält Banken im Vereinigten Königreich, der Schweiz, Monaco, den Kanalinseln und in Griechenland.
Latsis pflegte enge Freundschaften mit einigen Prominenten, denen er unter anderem seine Luxusyacht Alexander zur Verfügung stellte. Dazu gehörten Prinz Charles, Prinzessin Diana, und später Camilla Parker-Bowles. Enge Verbindungen gab es auch zum ehemaligen Präsidenten George Bush und seiner Familie sowie zu Colin Powell und zum Schauspieler Marlon Brando. Darüber hinaus war er mit Mitgliedern der saudischen Königsfamilie befreundet.
Latsis gründete 1975 die Latsis Foundation zur Unterstützung vieler kultureller Projekte, so z. B. einer griechischen Übersetzung des Korans. Mit großzügigen Spenden unterstützte er die Erdbebenopfer in Griechenland, Ägypten und Armenien. Sein Kreuzfahrtschiff Marianna 9 stellte er 1986 nach dem Erdbeben in Griechenland als schwimmendes Hotel für 900 Obdachlose zur Verfügung.

## Familie
Giannis Latsis heiratete Erietta Tsoukala. Sie hatten drei Kinder (Spiros, Marianna und Margarita) sowie neun Enkelkinder.
Marianna Latsis heiratete den Wasserskilehrer Grigoris Kasidokostas, der später Bürgermeister des Athener Küstenvororts Vouliagmeni wurde. Aus dieser Ehe ging Paris Kasidokostas (auch Paris Kasidokostas Latsis genannt) hervor, dessen Verlobung mit Paris Hilton 2005 Schlagzeilen machte.